# Avar János
Avar János (Rozsnyó, 1938. június 13. – Budapest, 2021. december 2.) Rózsa Ferenc-díjas magyar újságíró.

## Életpályája
Szülei: Avar Károly, a Faipari Kutatóintézet igazgatója, 1957-től munkásőr, a XII. kerületi pártbizottság tagja; és Klincsik Amália voltak. Avar János 1960-ban végzett a Marx Károly Közgazdaságtudományi Egyetemen (a Közgazdász hetilapnál kezdett el cikkeket írni).
1961–1970 között a Népszabadság munkatársa volt. 1966 óta rendszeres kommentátor a Magyar Televízióban. 1970–1999 között a Magyar Nemzet munkatársa, majd főmunkatársa volt. 1971–1975 között, valamint 1989–1993 között washingtoni tudósítóként dolgozott a Magyar Nemzetnél. 2002-től 2010-ig a Vasárnapi Hírek főszerkesztője volt.
2021-ben 83 éves korában hunyt el.

## Művei
- Nixon a Fehér Házban (1969)
- Carter útja a Fehér Házba (1976)
- Az amerikai választási rendszer (1979)
- A Kissinger-korszak (1980)
- Választási rendszer Amerikában; Magvető, Bp., 1980 (Gyorsuló idő)
- Az USA kormányzatának és vezető köreinek enyhülési koncepciója; Magyar Külügyi Intézet, Bp., 1980
- A 40-ik elnök Ronald Reagan (1981)
- Az Elnök szerepében Ronald Reagan (1988)
- George Bush. Út az elnökséghez (1989)
- Kennedyek. Versenyben a végzettel; Korona, Bp., 1999
- Avar János–Várkonyi Tibor: Támad a terror. Az Amerika elleni támadás háttere; Ter.nova, Bp., 2001
- Hillary. Az elveszett elnökség; Kossuth, Bp., 2016

## Díjai, elismerései
- Rózsa Ferenc-díj (1985)